# Клетве
Клетве су кратки облици народних умотворина. То су говорни изрази који се изричу обично у срџби, бесу или очају, с намером да се коме догоди зло. Пореклом воде од црне, негативне магије, из веровања да ће се изречено стварно десити.

## Смисао клетве
Клетва је нека врста антибасме. Басмама се изгони болест, а клетвом дозива несрећа. Често се употребљавају у бајалицама и враџбинама. Обично су тешке и сурове, као на пример: Имао па немао , Тамница те узела или Муња те спржила. Да се клетва не би обистинила, често се ублажавала речцом не (Гром те не спалио). Снажна осећања, сликовитост и језгровит израз дају клетвама посебну вредност, о чему говори и Хатиџа Крњевић: „Поетска лепота и снага клетве остварује се у изразитој емоционалној тензији, у експресивности и очуваној древној метафорици и симболици народног језика”.
У народном веровању најтежим клетвама сматра се девојачка, мајчинска и кумова клетва. О тежини девојачке клетве говори се и у народним песмама:
| „ | Ал' су тешке ђевојачке клетве! Кад уздахну, до неба се чује, кад закуну, сва се земља тресе, кад заплачу и богу је жао! | ” |

Клетве се најчешће казују са да бог да. Овај део клетве се подразумева чак и када није изречен.

## Клетва у народној поезији
Клетва се често користи у народној поезији. Њоме се подиже емотивна тензија казивања, подстиче развој радње или склапа порука (Бог убио Вука  Бранковића!, О Чупићу, жалост дочекао!)
Најтежим клетвама изриче се проклетство. Пример за ово је Косовска клетва кнеза Лазара уочи Косовског боја у песми Мусић Стеван:
| „ | Ко је Србин и српскога рода, и од српске крви и колена, а не дошо на бој на Косово, не имао од срца порода, ни мушкога ни девојачкога! Од руке му ништа не родило: рујно вино ни шеница бела! Рђом капо док му је колена! | ” |